# Томас Вассберг
Томас Вассберг  (швед. Thomas Wassberg, 27 березня 1956) — шведський лижник, олімпійський чемпіон.

## Виступи на Олімпіадах
| Олімпіада        | Дисципліна         | Місце  |
| ---------------- | ------------------ | ------ |
| Інсбрук 1976     | 15 км              | 15     |
| Інсбрук 1976     | естафета 4 х 10 км | 4      |
| Лейк-Плесід 1980 | 15 км              | 1      |
| Лейк-Плесід 1980 | 30 км              | 4      |
| Лейк-Плесід 1980 | естафета 4 х 10 км | 5      |
| Сараєво 1984     | 30 км              | 14     |
| Сараєво 1984     | 50 км              | 1      |
| Сараєво 1984     | естафета 4 х 10 км | 1      |
| Калгарі 1988     | 30 км              | 42     |
| Калгарі 1988     | 50 км              | участь |
| Калгарі 1988     | естафета 4 х 10 км | 1      |

## Зовнішні посилання
- Досьє на sport.references.com